# Гонич, Марьяна де
Марьяна де Гонич (5 февраля 1900, Санкт-Петербург — 14 января 1993, Гавана) — русско-кубинская певица
 (сопрано) и музыкальный педагог.
Начинала учиться пению в Петербурге у Медеи Фигнер. В 1922 г. покинула Россию и дебютировала в 1923 г. в Париже в партии Донны Анны из моцартовского «Дон Жуана». В Берлине пела вместе с Фёдором Шаляпиным (партия Маргариты в «Фаусте» Гуно) и оставила о нём мемуарную заметку. В 1934 г. вышла замуж за кубинского композитора Педро Гвида и уехала с ним в Испанию, откуда после победы франкистов уехала с мужем на Кубу. В 1940 г. дебютировала на Кубе в опере «Сельская честь» Масканьи и в дальнейшем жила преимущественно там, много преподавала. В память о Марьяне де Гонич на Кубе проходит ежегодный конкурс вокалистов её имени.